# Sarekat Islam
Sarekat Islam (en indonesi Unió islàmica) fou un moviment musulmà de les Índies Orientals Holandeses del 1912 al 1927.
El seu origen fou la Sarekat Dadang Islam (Associació de Comerciants musulmans) creada el 1909. El moviment fou fundat el 1912 i el 1916 el grup de Demarang va esdevenir d'orientació socialista, tendència que va quedar reforçada després de la revolució russa. A la tercera conferència les dues tendències (socialista i antisocialista) es van reconciliar (1918). El maig de 1920 la ISDV (Indische Social-Demokratische Vereniging = Unió Social-Demòcrata de les Índies) creada el 1914, fou rebatejada Perserikan Komunis di India (Unió Comunista de les Índies) i tot seguit Partit Comunista de les Índies (PKI) i el juliol el Komintern va adoptar una política oposada als moviments panislàmics. En aquest temps el Sarekat Islam defensava el califat a Turquia i la fracció socialista del moviment s'hi va oposar; el 1921 es va consumar la divisió. Els nous dirigents van optar per l'aliança amb el PKI i Sarekat Islam fou declarat il·legal (1921). El 1922 Tjokroaminoto va tornar a la direcció i es va distanciar dels comunistes. Després de les revoltes comunistes de 1926 que van fracassar, el 1927 es va fundar la Permufakatan Perhimpunan Politiek Kebangsaan Indonesia o Unió de les Associacions Polítiques Indonèsies (PPPKI), una federació de partits i el Sarekat Islam va canviar el nom (dins de la federació) per Partai Sarekat Islam Indonesia (PSII). Tjokroaminoto va morir el 1934 i després del 1937 diverses escissions van debilitar el partit. El partit fou dissolt pels japonesos el 1942 i el 1943 els ocupants van crear el Madjelis Sjuro Muslimin Indonesia (Consell Islàmic d'Indonèsia o Masjumi), que va existir fins al 1952.